# Alloecentrellodes elongatus
Alloecentrellodes elongatus är en nattsländeart som beskrevs av Oliver S. Flint Jr. 1979. Alloecentrellodes elongatus ingår i släktet Alloecentrellodes och familjen Helicophidae. Inga underarter finns listade i Catalogue of Life.